# 谭思亮
谭思亮（英語：Eric Tan）是一位中国企业家，趣头条创始人和董事长。

## 生平
2002年毕业于清华大学，2006年毕业于中国科学院大学。曾在雅虎、51.com、盛大担任高级工程师，2016年创建趣头条，总部位于上海浦东新区。